# Oxyura maccoa
Il gobbo maccoa (Oxyura maccoa Eyton, 1838) è un uccello appartenente alla famiglia degli Anatidi diffuso in Africa subsahariana, dall'Etiopia al Sudafrica.